# 布卢尔德河
布卢尔德河（法語：Blourde，法語發音：[bluʁd]）是法国新阿基坦大区夏朗德省与维埃纳省的河流，是维埃纳河的右支流，长46.5千米，发源自布里亚克，于佩尔萨克流入维埃纳河。